# Regiment d'Infanteria Mecanitzada "Asturias" n. 31
El Regiment d'Infanteria Mecanitzada "Asturias" n.º 31 és una unitat de infanteria mecanitzada de l'Exèrcit de Terra Espanyol. El Regiment "Asturias" forma part de la Brigada d'Infanteria Cuirassada «Guadarrama» XII, qui per la seva banda està integrada en les Forces Pesades, antiga Divisió Mecanitzada Brunete n. 1.
Amb la denominació de Terç d'Astúries, i format per 500 soldats i oficials d'aquesta regió, va ser creat el 3 de febrer de 1663 per la Junta General del Principat per servir a Felip IV a Galícia, i aixecat de nou en 1690 per defensar Catalunya d'una invasió francesa. La tercera i definitiva fundació del Terç va ser acordada per la mateixa Junta el 6 de juliol de 1703 per servir Felip V en la Guerra de Successió, i encomanada a Álvaro Navia Osorio y Vigil, marquès de Santa Cruz de Marcenado. En 1707, i sota el seu comandament, es va convertir en Regiment.
Va ser conegut també com «El Cangrejo», àlies que va merèixer en la campanya del Rosselló (1793-1795), durant la qual mai va tornar l'esquena a l'enemic en cap de les retirades que es va veure forçat a fer. Té com a patrona a la Verge de Covadonga.

## Elements identitaris

### Denominació històrica
Va ser creat amb el nom de Terç d'Astúries en 1663, i de nou en 1690 i en 1703. En 1707 se li va assignar el de Regiment d'Infanteria Astúries n. 14. Va passar per diferents reformes al llarg de la història, canviant la numeració a n. 32, n. 25, n. 24 i n. 26. En 1823 va haver-hi una modificació en el cos d'infanteria i els regiments van passar a ser batallons solts, prenent llavors els noms de Batalló d'Infanteria n. 49 i Batalló d'Infanteria n. 50. Aquesta disposició només va durar un any, al cap del qual el regiment (o batallons) va ser dissolt. Va tornar a l'activitat amb el nom de Regiment d'Infanteria Astúries n. 31 en 1841 a la ciutat de Granada a Espanya.
En 1931 es van introduir de nou reformes en l'exèrcit espanyol i es van fondre en un el Regiment d'Infanteria Astúries n. 31 i el Regiment Covadonga n. 40, amb el títol de Regiment d'Infanteria n. 31, que durarà fins a 1935, en què va canviar de nou el seu nom pel de Regiment d'Infanteria Covadonga n. 31. En 1936, abans de la Guerra Civil Espanyola, va passar a dir-se Regiment d'Infanteria Covadonga n. 41 per ser dissolt a l'inici d'aquesta guerra, després de l'assalt a la Caserna de la Muntanya. Al final de la contesa, després d'una nova reorganització, va ser rehabilitat i anomenat Regiment d'Infanteria n. 44. En 1944 va tornar al seu antic nom Regiment d'Infanteria Astúries n. 31, amb seu en El Goloso (Madrid).
En l'actualitat se li denomina Regiment d'Infanteria Mecanitzada Astúries n. 31, títol que va obtenir l'any 1965.

### Escut d'armes
En camp de plata, dos àngels que sostenen una creu de paté d'or filetejada de sabre, corona reial en el cim i en la punta una llegenda que diu: Angeli em fecerunt. Tradicionalment dels costats superiors de l'escut sortia una corbata de la Real i Militar Orde de Sant Ferran que l'envoltava, amb la Creu de l'Orde. En virtut de la Instrucció General de l'Exèrcit de Terra n. 75/1986 que ha estandarditzat els adorns exteriors dels escuts de les diferents unitats, s'han introduït una sèrie de canvis que han donat lloc a una nova versió vigent en l'actualitat. S'hi mostren dos fusells Mauser armats amb baionetes, la insígnia de la Creu Llorejada de Sant Ferran, la corbata esmentada amb un nou disseny i diverses condecoracions militars espanyoles concedides al regiment. Malgrat la normalització, l'escut tradicional es continua utilitzant com a emblema d'ús ordinari de la unitat.

## Historial d'operacions

### Primer Terç d'Astúries (1663-1669)
El primer Terç d'Astúries va ser creat per acord de la Junta General del Principat del 3 de febrer de 1663, en compliment d'una Reial Cèdula, per la qual Felip IV manava que aquesta li servís amb «cinc-cents infants nus per a la guerra contra el rebel de Portugal». Va ser vestit i armat a costa de les arques del Rei, però el Principat va haver d'aportar cinc mil escuts, que es van recaptar amb l'arbitri de dos reials en cada faneca de sal. El seu primer Mestre de Camp va ser Sancho de Miranda y Ponce de León (fill de l'homònim I marquès de Valdecarzana), qui juntament amb 53 oficials i 470 caps i soldats va partir en el mes de març cap a Galícia, on el Terç va quedar de guarnició, agregat a l'Armada, en compliment d'una altra Reial Cèdula que disposava «que aquest Terç s'apliqui a l'Armada que està aprestada per a resguard de les coses d'aquell regne». Va exercir aquesta missió fins a 1669.

### Segon Terç d'Astúries (1690-1697)
El Terç d'Astúries va ser organitzat de nou en 1690 al comandament del Maestre de Camp Francisco Menéndez d'Avilés i Porres (fill de l'I comte de Canalejas). A l'any següent, aquest segon Terç va ser enviat en defensa de Catalunya contra els invasors francesos, als quals va aconseguir expulsar. Després va quedar acantonat en Olot amb deu companyies, i va romandre actiu almenys fins a 1697.

### Guerra de Successió (1703-1713)

Escut de Felip V d'Espanya, primer rei provinent de la Casa de Borbó francesa i net de Lluís XIV de França.

El Terç d'Astúries va ser convocat per tercera vegada en 1703, per servir a Felip V contra els austracistes en la Guerra de Successió. Va quedar al comandament del Coronel Álvaro Navia Osorio y Vigil, vescomte del Puerto, després famós general i tractadista militar, III marquès de Santa Cruz de Marcenado; el seu segon era el poeta Francisco Bernardo de Quirós Benavides, qui va iniciar la recluta i instrucció de la tropa en 1705, junt amb els capitans Miguel de Estrada, José de Arango i Fernando de Valdés.
La primera destinació del III Terç d'Astúries va ser a Galícia, on va lluitar contra els portuguesos, i després a Navarra, Catalunya i Aragó, participant en la presa de Tortosa (1708) i en la batalla de Saragossa (1710), on van morir el Coronel Quirós i el seu germà José, també poeta i oficial del Terç. Després va ser enviat a Itàlia per tornar en 1714 a la península i prendre part en el setge i posterior conquesta de Barcelona que va posar fi a la guerra.

### Campanyes a Itàlia
Va combatre contra els austriacs en la Campanya d'Itàlia de 1744, apoderant-se de Monte Albano. En 1746 es va batre valentament a Orzolengho, on finalment va haver de capitular. L'enemic li va concedir la sortida lliure amb armes i municions.

### Guerra de la Independència
El regiment estava organitzat en aquest any en tres batallons, dos dels quals (els dos primers) van combatre contra l'exèrcit de Napoleó el 23 de maig de 1811 en un lloc situat entre La Bañeza (província de Lleó) i Sueros, obligant a l'enemic a retrocedir fins a Lleó. El tercer batalló mentrestant va ser destinat a Ultramar.
En 1812, aquests dos batallons van acudir a la defensa del Port de Payares, a Astúries, contra el general francès Bonet. A l'any següent van protagonitzar més campanyes contra els francesos en el pas del Bidasoa i en Sant Sebastià, fins a arribar als llocs fortificats de Donibane Lohitzune.

### A Amèrica
El regiment va partir quatre vegades cap a Amèrica per defensar el que encara era territori de la Corona espanyola. Entre 1761 i 1784, va creuar dues vegades l'Atlàntic per ajudar a l'exèrcit en la seva protecció de les colònies contra els atacs d'Anglaterra. A principis del segle xix, de 1816 a 1822, va participar en la guerra d'emancipació americana en algunes batalles a Mèxic, com les de Tepeaca, San Juan de Ulúa, Veracruz i, sobretot, a Monteblanco, on es va distingir especialment, obtenint per això un escut.
A la fi del mateix segle, en 1895, el regiment va arribar a l'illa de Cuba per lluitar contra la revolta. El batalló va obtenir una gran victòria prop de La Colmena, vencent amb 400 homes una partida de revoltats composta per més de 6.000. Va prendre part també a Degollada, Valientes, El Espaldón i La Ceiba. Després de finalitzar la Guerra hispano-estatunidenca, el regiment va embarcar el 18 de desembre de 1898 al port de l'Havana, a bord del Miguel Gallart, rumb a Espanya i va arribar el 7 de gener de 1899 al port de Santander i des d'allí va tornar a Madrid amb tren per presentar-se davant el coronel Augusto Linares.

### A Àfrica
La seva primera intervenció a Àfrica havia estat en 1732, durant la reconquesta i posterior defensa de la plaça d'Orà que havia caigut en mans dels turcs en 1708. En aquesta contesa va resultar mort el fundador del Regiment, marquès de Santa Cruz de Marcenado, en aquell temps governador d'aquesta plaça. En els anys 1859 i 1860 va formar part de l'Exèrcit d'Àfrica i va participar en la batalla de Tetuan i en la de Wad-Ras. La seva última presència a Àfrica va ser en la campanya del Marroc, des de 1909 (l'anomenada Guerra de Melilla) i de 1921 a 1925, combatent en Tisgirín i en la defensa de Kudia-Manat.

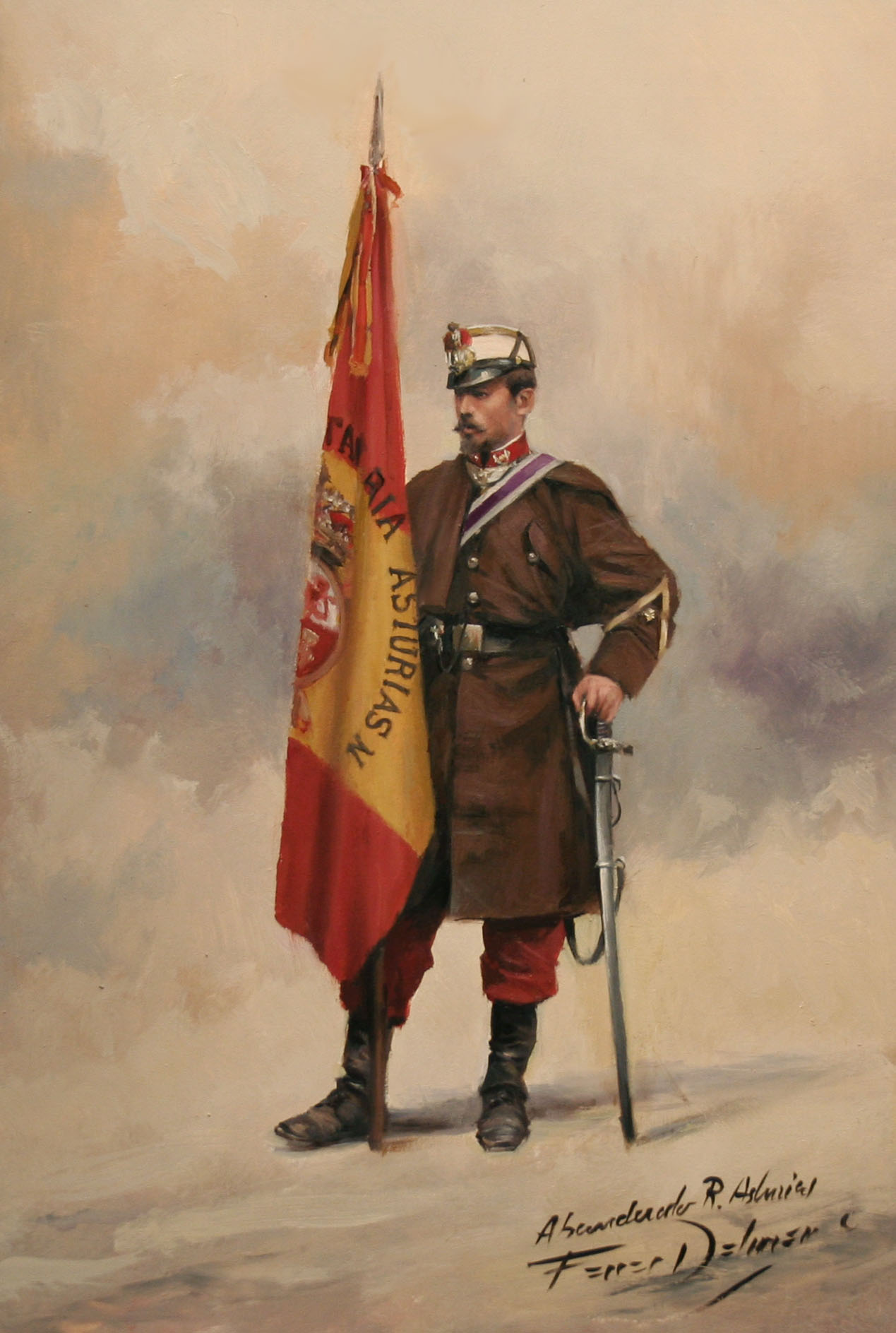
Abanderat del Regiment Astúries en la campanya d'Àfrica de 1861, per Augusto Ferrer-Dalmau).

### Guerra Civil
El regiment es trobava aquarterat a Madrid al juliol de 1936. El 20 d'aquest mateix mes es trobava juntament amb altres tropes en la defensa del Caserna de la Montaña que va sucumbir davant l'assalt de les forces lleials a la República. Després d'aquests fets, el regiment va ser dissolt fins a la seva nova estructuració al final de la guerra, ja sota el Règim franquista.

### Altres fets
Va participar en accions bèl·liques contra Anglaterra, expulsant en 1800 als anglesos de l'ancorada de Doñinos a Galícia; en els successos polítics de 1848 i 1849 entre liberals i moderats durant el regnat d'Isabel II; en la Segona Guerra Carlina juntament amb l'Exèrcit del Nord i el de Catalunya (1873-1876).

### Operacions de Manteniment de la Pau
Des de finals del segle xx, ha intervingut en diverses missions internacionals de pacificació, sota comandament tant de l'OTAN com de Nacions Unides:
- El juliol del 1997 la 1a. Companyia Mecanitzada Orà es va integrar en la Brigada SPABRI V que, sota comandament de l'OTAN, va participar en la pacificació de Bòsnia i Hercegovina.

- En 1998 el Batalló Covadonga 1/31 constitueix el Grup Tàctic Hoyo de Manzanares, integrant-se durant quatre mesos en la Brigada SPABRI IX.

- En 2000 l'Agrupació Tàctica Espanyola SPAGT XIV es va formar amb la base del Batalló Covadonga 1/31 del Regiment Astúries 31.

- Al maig de 2002 el Grup Tàctic Covadonga, estructurat sobre la base del RIMZ Astúries 31, es va traslladar a Bòsnia enquadrant-se en la SPAGT XVIII, realitzant diverses missions fins a desembre d'aquest any.

- Personal del Regiment es va desplaçar a Kosovo entre desembre de 2006 i juny de 2007, formant part de l'Agrupació Tàctica KSPFOR XVII.

- Entre desembre de 2008 i abril de 2009 es va constituir com a base de l'agrupació que, dins de la Operació Libre Hidalgo VII, es va desplaçar a Líban com a força interina de Nacions Unides.

En suport de les autoritats civils espanyoles ha participat en operatius de control de les vies de ferrocarril (desembre de 2004 a març de 2008), la Operació Marea Negra (desembre de 2002) i en la Operació Centinela Gallego per a la prevenció d'incendis forestals a Galícia (des d'agost de 2006).

## Organització actual
- Té una Plana Major Regimental al Comandament d'un Tinent Coronel.
- Unitat Mecanitzada "Covadonga I", al comandament d'un Tinent Coronel, i consta d'unitats de Fusells, Comandament i Suport i de Serveis.
- Batalló d'Infanteria Protegida "Uad Ras" II/31.

## Honors
- Estrella del Nord en 1809 per la revolta i fugida de Dinamarca
- Creu de distinció de Tolosa en 1815
- Escut de distinció en 1816 per la presa del fort Monteblanco a Mèxic
- Escut de distinció i una Creu de Borgonya en 1821 per la defensa de Veracruz
- Corbata de la Real i Militar Orde de Sant Ferran en 1866 per l'assalt de San Gil
- Dues Banderes de distinció

## Anècdotes
Durant el Trienni Liberal, després de la revolta del General Riego, va ser abolit l'ús de les banderes, ordenant les Corts la substitució de totes les banderes i estendards per unes ensenyes consistents en un lleó de bronze que sostenia, amb una de les seves arpes, el llibre de la Constitució espanyola de 1812. A causa de la Guerra Civil que assotava el país, aquesta mesura no va poder dur-se a efecte, arribant a lliurar-se tan sols un lleó de bronze al 2n. Batalló del Regiment Astúries, per haver estat el primer que amb el general Reg va proclamar la Constitució de Cadis a Las Cabezas de San Juan (1820). Finalitzat aquest període, es va tornar a l'ús de les banderes tradicionals.